# Tomáš Stúpala
Tomáš Stúpala (Bratislava, 5 mei 1966) is een voormalig profvoetballer uit Slowakije. Hij speelde als verdediger vrijwel zijn gehele loopbaan voor Slovan Bratislava in zijn vaderland Slowakije. In 1998 beëindigde hij zijn actieve loopbaan. Hij ging nadien aan de slag als jeugdtrainer.

## Interlandcarrière
Stúpala kwam in totaal veertien keer (nul doelpunten) uit voor het Slowaaks voetbalelftal in de periode 1994-1995. Hij maakte zijn debuut voor de nationale ploeg van zijn vaderland op 2 februari 1994 in de vriendschappelijke wedstrijd in Sharjah tegen de Verenigde Arabische Emiraten.
| Interlands van Tomáš Stúpala        | Interlands van Tomáš Stúpala        | Interlands van Tomáš Stúpala             | Interlands van Tomáš Stúpala        | Interlands van Tomáš Stúpala        | Interlands van Tomáš Stúpala        |
| №                                   | Datum                               | Wedstrijd                                | Uitslag                             | Competitie                          | Goals                               |
| Als speler van ŠK Slovan Bratislava | Als speler van ŠK Slovan Bratislava | Als speler van ŠK Slovan Bratislava      | Als speler van ŠK Slovan Bratislava | Als speler van ŠK Slovan Bratislava | Als speler van ŠK Slovan Bratislava |
| ----------------------------------- | ----------------------------------- | ---------------------------------------- | ----------------------------------- | ----------------------------------- | ----------------------------------- |
| 1                                   | 2 februari 1994                     | Verenigde Arabische Emiraten – Slowakije | 0 – 1                               | Vriendschappelijk                   | 0                                   |
| 2                                   | 4 februari 1994                     | Egypte – Slowakije                       | 1 – 0                               | Vriendschappelijk                   | 0                                   |
| 3                                   | 6 februari 1994                     | Marokko – Slowakije                      | 2 – 1                               | Vriendschappelijk                   | 0                                   |
| 4                                   | 30 maart 1994                       | Malta – Slowakije                        | 1 – 2                               | Vriendschappelijk                   | 0                                   |
| 5                                   | 20 april 1994                       | Slowakije – Kroatië                      | 4 – 1                               | Vriendschappelijk                   | 0                                   |
| 6                                   | 29 mei 1994                         | Rusland – Slowakije                      | 2 – 1                               | Vriendschappelijk                   | 0                                   |
| 7                                   | 7 september 1994                    | Slowakije – Frankrijk                    | 0 – 0                               | EK-kwalificatie                     | 0                                   |
| 8                                   | 12 oktober 1994                     | Israël – Slowakije                       | 2 – 2                               | EK-kwalificatie                     | 0                                   |
| 9                                   | 12 november 1994                    | Roemenië – Slowakije                     | 3 – 2                               | EK-kwalificatie                     | 0                                   |
| 10                                  | 22 februari 1995                    | Brazilië – Slowakije                     | 5 – 0                               | Vriendschappelijk                   | 0                                   |
| 11                                  | 8 maart 1995                        | Slowakije – Rusland                      | 2 – 1                               | Vriendschappelijk                   | 0                                   |
| 12                                  | 29 maart 1995                       | Slowakije – Azerbeidzjan                 | 4 – 1                               | EK-kwalificatie                     | 0                                   |
| 13                                  | 26 april 1995                       | Frankrijk – Slowakije                    | 4 – 0                               | EK-kwalificatie                     | 0                                   |
| 14                                  | 8 mei 1995                          | Slowakije – Tsjechië                     | 1 – 1                               | Vriendschappelijk                   | 0                                   |

## Erelijst
Slovan Bratislava
- Landskampioen Tsjecho-Slowakije

1992
- Landskampioen Slowakije

1994, 1995, 1996
- Beker van Slowakije

1994, 1997
- Slowaakse Supercup

1993, 1994, 1995